# Sergei Nikolajewitsch Ryschikow
Sergei Nikolajewitsch Ryschikow (russisch Сергей Николаевич Рыжиков; * 19. August 1974 in Bugulma, Tatarische ASSR, Russische SFSR) ist ein russischer Kosmonaut.

## Tätigkeit als Militär
Als Oberstleutnant (ausgeschieden Mitte 2012) war er bis zu seiner Auswahl als Kosmonaut bei der 14. Armee der Luftstreitkräfte und Luftverteidigung (Sitz des Stabes: Nowosibirsk, Verantwortungsgebiet: Sibirien).

## Tätigkeit als Kosmonaut
Am 11. Oktober 2006 wurde er als Pilot der Luftstreitkräfte und Kandidat des Kosmonautentrainingszentrums ausgewählt, seine Kosmonautengrundausbildung schloss er am 9. Juni 2009 mit Auszeichnung ab, wonach er sich im Training für einen Langzeitaufenthalt auf der Internationalen Raumstation befand. Er war der Ersatzmann für Alexei Owtschinin beim Flug Sojus TMA-20M als Kommandant der Mission zur ISS.
Ryschikow startete am 19. Oktober 2016 als Kommandant des Raumschiffes Sojus MS-02 zusammen mit Andrei Borissenko und Shane Kimbrough zur ISS. Dort arbeitete er als Bordingenieur der Expeditionen 49 und 50. Die Landung erfolgte am 10. April 2017.
Bei der Mission Sojus MS-16 im Jahr 2020 war Ryschikow als Ersatzmann für den Kommandanten Anatoli Iwanischin eingeteilt. Mit der Nachfolgemission Sojus MS-17 startete er am 14. Oktober 2020 zum zweiten Mal zur Raumstation und diente dort bis zum 15. April 2021 als Kommandant der ISS-Expedition 64. Zwei Tage darauf kehrte er wohlbehalten zur Erde zurück.
Zu seinem dritten Raumflug startete er am 8. April 2025 als Kommandant des Raumschiffs Sojus MS-27. Noch am selben Tag koppelte der zusammen mit Alexei Subrizki und Jonny Kim an der ISS an. Etwa acht Monate lang wird er Mitglied der ISS-Expeditionen 72 und 73 sein.

## Privates
Sergei Ryschikow ist geschieden und hat einen Sohn.